# Речка (Ростовская область)
Речка — хутор в Кашарском районе Ростовской области.
Входит в состав Верхнемакеевского сельского поселения.

## География

### Улицы
- ул. Песчаная,
- ул. Степная,
- ул. Тихомировская.

## Население
| 2010 |
| ---- |
| 172  |